# ハローズ

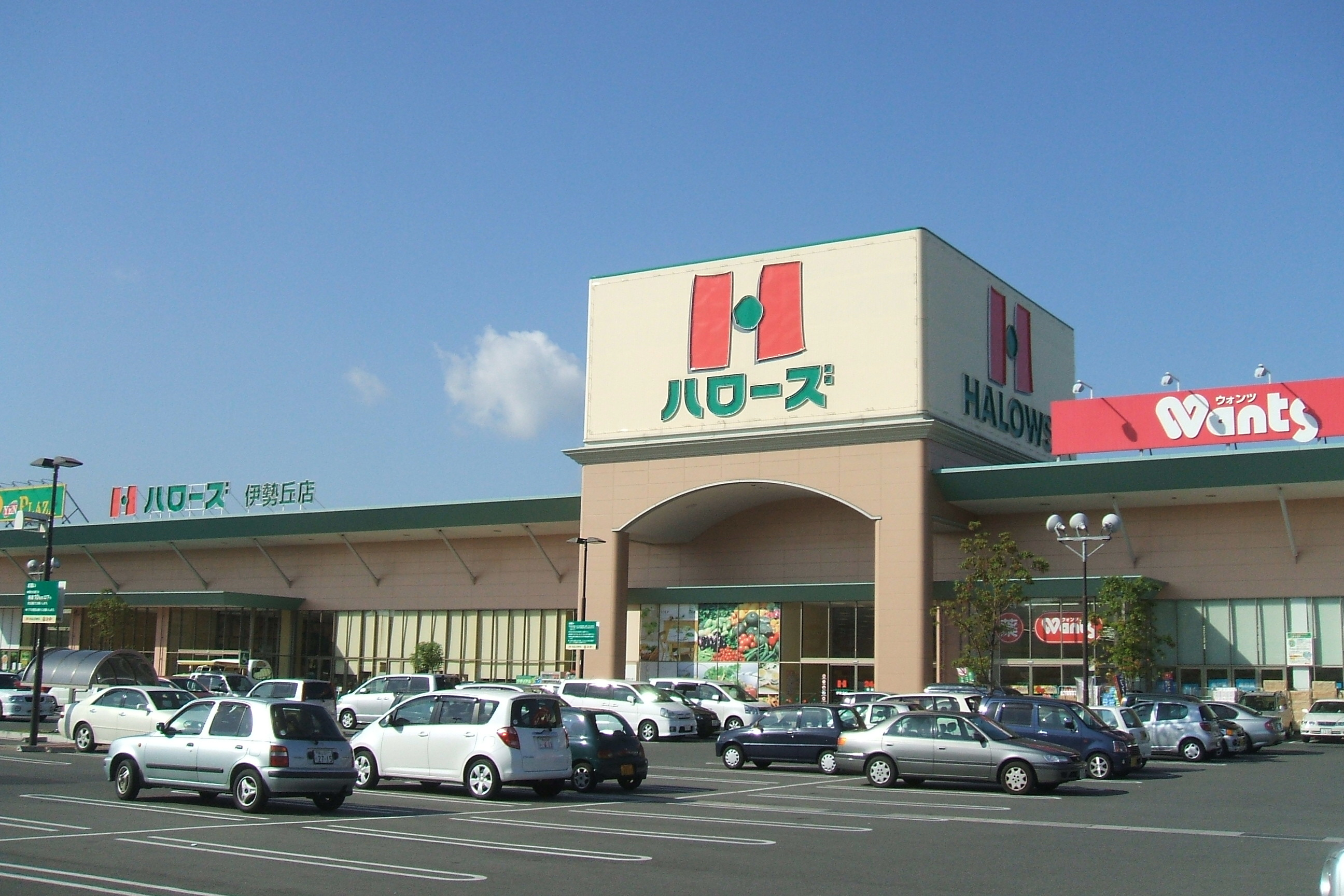
ハローズ伊勢丘店（ハローズ幕山店から移転）

株式会社ハローズ（英: HALOWS Co., Ltd.）は、広島県・岡山県・兵庫県・山口県・香川県・徳島県・愛媛県に、24時間営業を特色に展開しているスーパーマーケットチェーンである。広島県福山市南蔵王町六丁目26番7号に登記上の本店を置くが、事実上の本社は本部機能のある岡山県都窪郡早島町。

## 概要
全店24時間365日営業が特徴の中国・四国地方および近畿地方（兵庫県）に109店舗を展開するスーパーマーケット。37年連続増収・12年連続増益している。日本で初めて、食品スーパーとして24時間営業を始めた企業である。
登記上の本店を広島県福山市南蔵王町に置き、本部を岡山県都窪郡早島町に置くが、本部移転に伴い東京証券取引所には本社所在地を岡山と登録されていることから、事実上の本社も岡山に置く。また、岡山県にホームタウンを置く、ファジアーノ岡山FCのスポンサーも務めている。
かつてカー用品店チェーンを展開していたオートバックスセブンのブランド、オートハローズとは無関係。

## 沿革
1958年（昭和33年）10月に設立した株式会社府中スーパーマーケット（ふちゅうスーパーマーケット、広島県府中市）を前身とする。
社名の由来は「High Quality & Low Price Stores」（ハイクオリティー アンド ロープライスストアーズ）の意味の頭文字をとったもの。

### 年表
- 1958年（昭和33年）10月14日[1] - 株式会社府中スーパーマーケットを設立。
- 1974年（昭和49年）7月 - 広島県福山市伊勢丘に本店を移転し、セルコ伊勢丘店を開業。
- 1983年（昭和58年）3月 - 広島県福山市南蔵王町に本店を移転し、セルコ引野店を開業。
- 1984年（昭和59年）3月 - 広島県福山市にディスカウントストア・ジャスト山手店を開業。
- 1988年（昭和63年）3月 - CI導入し、株式会社ハローズに商号変更。以後、順次既存店の店名をハローズに変更。
- 1989年（平成元年）6月 - 子会社の株式会社ハローエンタープライズを設立。
- 1994年（平成6年）3月 - 引野店にて24時間営業開始。
- 2000年（平成12年）7月 - 株式会社ハローエンタープライズを吸収合併[1]。
- 2001年（平成13年）
  - 2月11日 - 広島県深安郡神辺町大字川北[注 1]に本部を移転し、同位置に物流センター開設[注 2]。
  - 11月1日 - 岡山県内1号店として倉敷市にハローズ広江店を開業。
- 2002年（平成14年）9月3日 - ジャスダックに株式を上場。
- 2003年（平成15年）12月2日 - イーネットATMを導入開始。
- 2008年（平成20年）6月13日 - 香川県内1号店として丸亀市に丸亀店を開業。
- 2010年（平成22年）10月18日 - 本部機能（本社）を岡山県都窪郡早島町に建設中のハローズ早島物流センターへ移転[注 3]。
- 2011年（平成23年）
  - 8月6日 - 愛媛県内1号店として西条市に西条飯岡店を開業。
  - 10月7日 - 旧本社跡地（福山市神辺町大字川北）に神辺モール店を開業。
  - 12月15日 - 徳島県内1号店として鳴門市に鳴門店を開業。
- 2015年（平成27年）
  - 2月6日 - 近畿地方・兵庫県（西部）1号店として姫路市上手野に夢前台店（ゆめさきだいてん）を開業[7]。
  - 2月26日 - 社で初となるセルフレジを中庄店に導入[8][9]。
  - 6月19日 - 社独自の電子マネー「ハロカ」（同年11月末までに全店に導入方針）を新涯店に導入[10]。
  - 10月16日 - 東証一部に上場市場を変更[11]。
  - 12月1日 - 因島モールに設置された桟橋に、土生商船が運航する土生・生名 - 三原航路の高速船が寄港開始。
- 2022年（令和4年）
  - 12月2日 - 100店舗目である善通寺店を開業。[12][13]
- 2023年（令和5年）
  - 旧本店（福山市伊勢丘、福山市内1号店）の跡地に、100店舗到達記念として会社の歩みを記すモニュメントを設置した[14]。
  - 2月21日 - 徳島県と「食品ロス削減の推進に向けた取組みに関する協定」を締結。[15]
  - 4月18日 - 山口県1号店として防府市に進出する方針を発表[16][17][18]。
  - 11月1日- 兵庫県東部1号店としてハローズ西宮山口モールを開業。
  - 12月2日- 山口県（中部）1号店としてハローズ防府新田モールを開業。
- 2024年（令和6年）
  - 4月25日 - 中四国や兵庫などに展開するフジ・イズミの2社と「物流の2024年問題」をはじめとする物流の課題解決に対応することを目的に、賛同企業と連携し「中四国物流研究会」を発足することを発表[19]。
  - 11月2日 - ハローズ綾歌モールを開業[20]。
  - 11月29日 - 山口県西部1号店として小野田店を開業[21]。

- 2025年（令和7年）
  - 1月23日 - ハローズアプリを正式リリース。
  - 6月15日 - ハローズ西古松モールを開業[22]。
  - 7月12日 - ハローズ宇部モールを開業[23]。
  - 9月 - 砥堀店を開業予定[24]。
  - 冬 - ハローズ国府モールを開業予定[25]。

- 2026年（令和8年）
  - 1月 - 西条寺家店を開業予定[26]。
  - 2月 - 神戸市1号店として伊川谷店を開業予定[27]。
  - 2月5日 - ハローズ呉広モールを開業予定[28]。
  - 12月 - ハローズ洲本モールを開業予定[29]。
  - 未定 - 本多聞店を開業予定[30]。

## 特色

### 600坪型
売場面積600坪型の店舗を主に出店している。また、店内は前面ガラス張り、天井高が5ｍと高く、通路幅も広くとっている店舗が多い。広い店舗面積を活かした豊富な品揃えと、明るく開放感のある空間となっている。また、店舗の広さは客のニーズに合った品揃えができ、適正数量の陳列を可能にし、補充頻度の低減、在庫管理改善による作業軽減がはかられる。

### ネイバーフッド型ショッピングセンター
NSC（近隣購買型ショッピングセンター）をハローズ〇〇モールと名付け、展開している。来店頻度の似かよったドラッグストア､100円ショップ、衣料品店、クリーニング等の業種、業態やホームセンター、家電量販店等との複合化をはかり､生活に密着した商業集積を目指している。それらにより、ハローズが出店した地域は発展することが多いと言われている。また、出入りしやすく停めやすい無料の平面駐車場を併設したオープンモールを基本としているが、東広島や西宮山口、高松レインボー、佐古のようにエンクローズドモールを採用している店舗もある。

### ATM
ATMの詳細は公式サイト「株式会社ハローズ いろいろなサービス」を参照。2020年代以降は地元金融機関のATMコーナーがない店舗にセブン銀行ATMが設置されることが多い。

### ハローズのロゴ
ハローズのロゴは現在、全店で大文字の H が使われている。過去には、比較的以前からある小規模店を中心に小文字の h が使われ、新規で規模の大きい店舗を大文字のＨを使用し、使い分けをしていた。

## 店舗
2025年4月現在、出店エリアは広島県、岡山県、兵庫県、山口県、香川県、徳島県、愛媛県。今後、高知県に進出予定。

### 現行店舗
- 現在の最北端店舗：西脇店（兵庫県西脇市）
- 現在の最東端店舗：西宮山口店（兵庫県西宮市）
- 現在の最南端店舗：津乃峰店（徳島県阿南市）
- 現在の最西端店舗：小野田店（山口県山陽小野田市）

### 出店を予定している店舗
- 国府店（国府モール）
- 呉広店（呉広モール）
- 東広島市西条町寺家
- 洲本店（洲本モール）
- 本多聞店
- 伊川谷店（伊川谷駅前用地再整備事業）
- 砥堀店

### 出店構想を持っている主な地域
- 兵庫県伊丹市・三田市・宝塚市・川西市・猪名川町[31]
- 山口県東部
- 徳島県西部
- 愛媛県松山市
- 高知県

### 過去に存在した店舗
- 広畑店

### 出店を断念した店舗
- 玉野店 - 玉野市槌ヶ原にハローズとジュンテンドーを核とする複合商業施設の出店を予定していた[32]。計画時の内容は店舗面積は約9,900平方メートル、駐車場台数546台、敷地面積3万6,600平方メートル。まだ計画しているというような内容が記載してあるが、実質的には実現しなかった店舗[33]。
- 三木店 - 現在の三木店ではなく、三木町井戸二条2379番地に計画していた店舗。地域住民の反対により頓挫した[34]。
- 小松島店 - 小松島市日開野町に計画されていた店舗。2013年1月に大規模小売店舗立地法に伴う新設届出によると、開店日は2013年9月17日、店舗面積2,241平方メートルの予定だった[35]。

## 関連企業
- 株式会社西条プラザ
- 株式会社サンローズ
- 株式会社サンローズ興産
- 株式会社さんミラーズ
- 株式会社サンポラリス
- 株式会社藤屋

## CMキャラクター
- 藤本紅美